# جيف كيلاواي
جيف كيلاواي (بالإنجليزية: Geoff Kellaway)‏ هو لاعب كرة قدم بريطاني في مركز نصف الجناح، ولد في 7 أبريل 1986 في دورشيستر في المملكة المتحدة. لعب مع نادي آبريستويث تاون ونادي سانت إيلي تاون ونادي ملبورن فيكتوري.

## وصلات خارجية
- جيف كيلاواي على موقع قاعدة بيانات كرة القدم.إي يو (الإنجليزية)
- جيف كيلاواي على موقع عالم كرة القدم.نت (الإنجليزية)